# Lars Rosengren
Lars Rosengren, född 30 december 1807 i Arbrå socken, död 27 november 1896 i Väddö socken, var en svensk präst.
Lars Rosengren var son till hemmansägaren Lars Eriksson. Han blev student vid Uppsala universitet 1831, prästvigdes 1833 och avlade pastoralexamen 1843. 1833–1855 var han pastorsadjunkt i ett flertal församlingar i Uppsala stift. 1855 blev han komminister i Helga Trefaldighets församling i Uppsala och 1865 kyrkoherde i Väddö församling. Han var 1865–1881 kontraktsprost i Lyhundra kontrakt. Rosengren var en betydande representant för den nyevangeliska väckelse, som vid mitten av 1800-talet gick genom Sverige. Hans predikningar var emotionella, naiva och utpräglat folkliga. Länge hade han på grund av sitt rykte som läsarpräst svårt att bli ordinarie, men med tiden vände sig stämningen i församlingarna. Under sin tjänstgöring i Uppsala samlade han en stor skara anhängare, även många studenter, bland annat P.P. Waldenström och Waldemar Rudin. Rosengren var knuten till Evangeliska fosterlandsstiftelsen från dess grundande 1856. På Väddö hade han i församlingsarbetet stor hjälp av dess kolportörer.